# Хара, Франко
Франко Даниэль Хара (исп. Franco Daniel Jara; 15 июля 1988, Вилья-Мария, Кордова, Аргентина) — аргентинский футболист, нападающий клуба «Бельграно». Выступал в сборной Аргентины.

## Клубная карьера
Хара дебютировал в составе футбольного клуба «Арсенал» (Саранди) 23 мая 2008 года в матче против «Архентинос Хуниорс». Свой первый гол в чемпионате футболист забил 10 апреля 2009 года команде «Колон».
30 января 2010 года Хара подписал 5-летний контракт с португальским клубом «Бенфика». Сумма трансфера составила 5,5 млн евро.
В августе 2011 года отправился в аренду на один сезон в испанский клуб «Гранада».
В июле 2012 года вернулся играть на родину, отправившись в аренду в клуб «Сан-Лоренсо» сроком на год с опцией выкупа.
В августе 2013 года отправился в аренду в клуб «Эстудиантес» на один год с возможностью покупки.
24 января 2015 года Хара перешёл в греческий клуб «Олимпиакос».
8 сентября 2015 года Хара подписал контракт с мексиканским клубом «Пачука». В Лиге чемпионов КОНКАКАФ 2016/17 Хара сыграл в восьми из 10-ти матчей «Пачуки», забил шесть голов, в том числе четыре — в плей-офф, включая победный гол в ответном матче финала, и отдал четыре голевые передачи, за что был назван лучшим игроков турнира.
21 января 2020 года Хара подписал предварительный контракт с клубом MLS «Даллас». Игрок присоединился к американскому клубу в качестве назначенного игрока в летнее трансферное окно, в июле 2020 года. За «Даллас» дебютировал 12 августа 2020 года в матче против «Нэшвилла». 2 сентября 2020 года в матче против «Спортинга Канзас-Сити» забил свой первый гол за «Даллас». 10 января 2023 года Хара и «Даллас» расторгли контракт по обоюдному согласию сторон.
11 января 2023 года Хара вернулся играть на родину, подписав контракт с клубом «Бельграно» до декабря 2023 года.

## Карьера в сборной
Франко Хара дебютировал в составе сборной Аргентины 19 января 2010 года в товарищеском матче против сборной Коста-Рики. Матч закончился со счётом 3:2 в пользу аргентинцев, причём Хара забил победный гол.

## Достижения
Командные
Бенфика
- Кубок португальской лиги: 2010/11
- Обладатель Суперкубка Португалии: 2014

Олимпиакос
- Чемпион Греции: 2014/15
- Обладатель Кубка Греции: 2014/15

Пачука
- Чемпион Мексики: клаусура 2016
- Победитель Лиги чемпионов КОНКАКАФ: 2016/17

Индивидуальные
- Лучший игрок Лиги чемпионов КОНКАКАФ: 2016/17